# Csóványos
Csóványos je hora v severním Maďarsku. S výškou 939 m n. m. je nejvyšším bodem župy Pest, druhou nejvyšší v župě Nógrád a nejvyšší horou celého pohoří Börzsöny.